# Кумгольський сільський округ
Кумго́льський сільський округ (каз. Құмкөл ауылдық округі, рос. Кумгольский сельский округ) — адміністративна одиниця у складі Аксуатського району Абайської області Казахстану. Адміністративний центр — село Кумголь.
Населення — 1901 особа (2021; 2321 у 2009, 3443 у 1999, 4114 у 1989).
Станом на 1989 рік існувала Кумкольська сільська рада (села Кизилжулдиз, Кокбастау, Кулбабас, Маїса, Соціал, Такіякеткен) колишнього Аксуатського району Семипалатинської області з центром у селі Кулбабас. Село Такіякеткен було ліквідовано 2008 року.

## Склад
До складу округу входять такі населені пункти:
| Населений пункт   | Старі назви  | Населення, осіб (1989) | Населення, осіб (1999) | Населення, осіб (2009) | Населення, осіб (2021) |
| ----------------- | ------------ | ---------------------- | ---------------------- | ---------------------- | ---------------------- |
| Каргиба, село     | Соціал       | 1114                   | 988                    | 796                    | 661                    |
| Кизилжулдиз, село | Кизил-Жулдиз | 294                    | 315                    | 195                    | 137                    |
| Кокбастау, село   | -            | 210                    | 187                    | 120                    | 23                     |
| --Каргин, село    | -            | -                      | -                      | -                      | 1                      |
| Кумголь, село     | Кулбабас     | 2124                   | 1905                   | 1210                   | 1079                   |
| Маїса, село       | -            | 194                    | -                      | -                      |                        |
| Такіякеткен, село | Такія-Кеткен | 178                    | 48                     | -                      | -                      |